# Малгобек
Малгобе́к (інг. МагӀалбеке) — місто (з 1939 року) в Інгушетії, Росія, адміністративний центр Малгобецького району. Утворює міський округ місто Малгобек. Це четвертий за чисельністю населений пункт Інгушетії після Назрані, Орджонікідзевської і Карабулака.

## Географія
Розташований на південному схилі Терського хребта в Алханчуртській долині, за 43 км від Магаса.

## Історія
У 1934 році постановою ВЦВК село Вознесенське Вознесенської сільради перетворено в робітниче селище Малгобек. Указом Верховної Ради РРФСР від 27 серпня 1939 року селище перетворене в місто.